# Barksdale Air Force Base

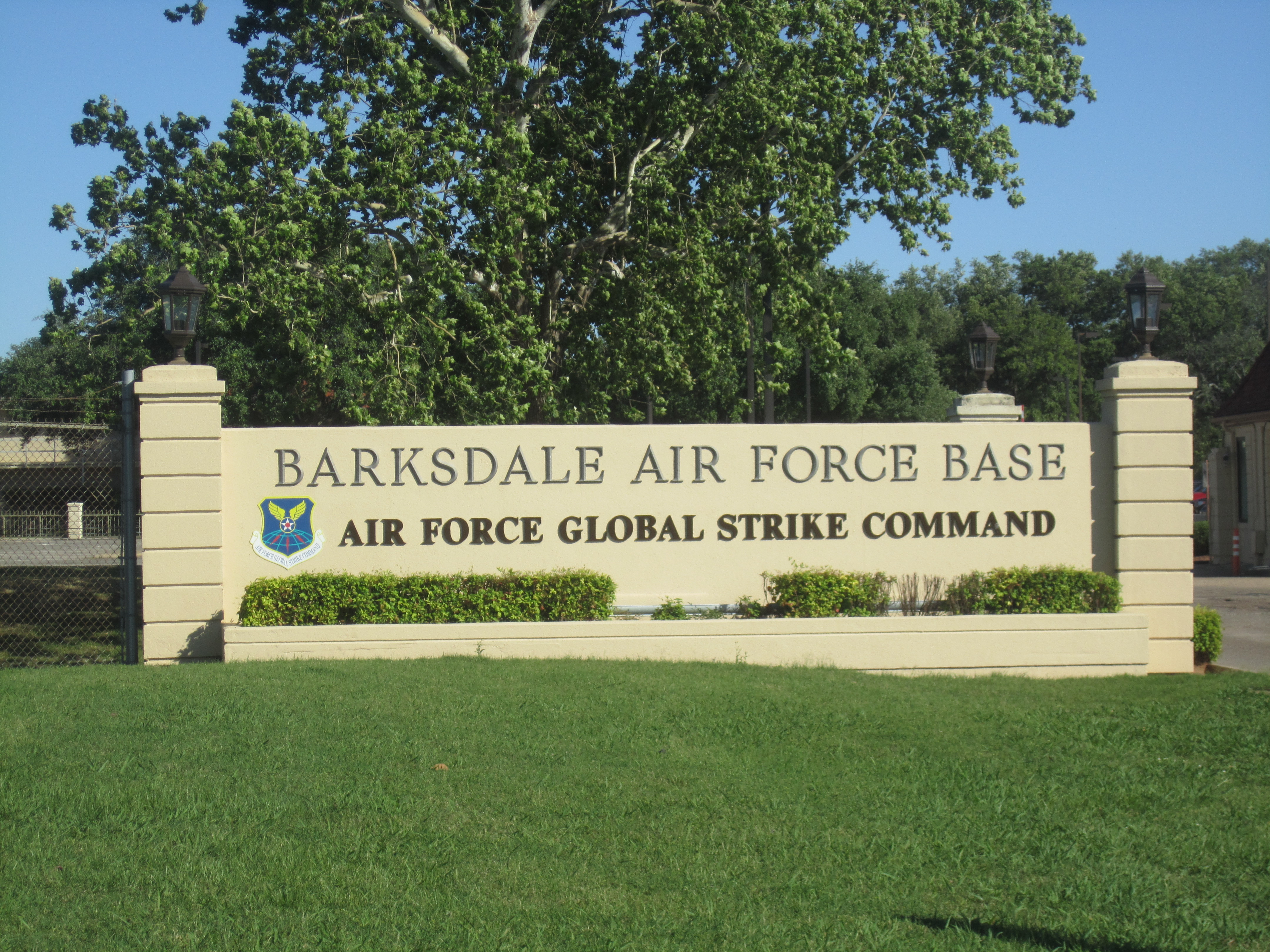
Entréskylt.

Barksdale Air Force Base är en militär flygplats (IATA: BAD, ICAO: KBAD, FAA LID: BAD) tillhörande USA:s flygvapen i utkanten av staden Bossier City i Bossier Parish i delstaten Louisiana. 

## Bakgrund
Flygbasen upprättades 1932 för USA:s armé som Barksdale Field och är uppkallad efter flygaren Eugene Hoy Barksdale (1896–1926). Från 1949 och fram till 1992 så fanns på basen förband som ingick i Strategic Air Command (SAC). Den 11 september 2001 mellanlandade USA:s president George W. Bush först där med Air Force One efter att ha lämnat en skola i Sarasota i Florida när 11 september-attackerna var ett faktum. Bush flög från Barksdale vidare till Offutt Air Force Base i Omaha i Nebraska.

## Verksamhet
Över 15 000 medlemmar i flygvapnets reguljära och reservförband tjänstgör vid Barksdale Air Force Base. På Barksdale Air Force Base finns högkvarteren för Eighth Air Force (8 AF) och Air Force Global Strike Command. På basen finns 2nd Bomb Wing (2 BW) som med sina 44 stycken B-52 plan är det ena av två återstående förband i aktiv tjänst med den anrika flygplanstypen (den andra är 5th Bomb Wing vid Minot Air Force Base i North Dakota). På Barksdale är även reservförbandet 307th Bomb Wing som också flyger B-52 stationerat.